# Харт, Ричард (политик)
Ричард Харт (англ. Richard Hart; 13 августа 1917, Монтего-Бей, Ямайка — 21 декабря 2013, Бристоль, Англия) — ямайский историк, юрист и политик левого толка. Один из основателей Народной национальной партии (ННП) и пионеров марксизма на Ямайке. Играл важную роль в ямайской политике накануне обретения независимости в 1962 году. Затем в течение двух лет жил в Гайане, а в 1965 году перебрался в Лондон (Англия), где работал адвокатом и стал соучредителем организации «Карибская трудовая солидарность» (Caribbean Labour Solidarity) в 1974 году. В 1983 году он продолжил работу в качестве генерального прокурора Гренады при Народно-революционном правительстве. Последние годы жизни провёл в Великобритании, где и умер.
Харт был автором ряда известных книг по истории Карибского бассейна, в том числе «На пути к деколонизации: политические, трудовые и экономические события на Ямайке 1939—1945» (Towards Decolonisation: Political, Labour and Economic Developments in Jamaica, 1999), «Рабы, отменившие рабство» (Slaves who Abolished Slavery, 1980, 1985; переиздано в 2002) и «Революция в Гренаде: проясняя ситуацию» (The Grenada Revolution: Setting the Record Straight, 2005), а также читал лекции по этой тематике в университетах Вест-Индии, США, Канады и Европы. Профессор Руперт Льюис из кампуса Мона Вест-Индского университета охарактеризовал Харта как «самого последовательного карибского активиста».

## Биография
Ричард Харт родился в семье смешанного происхождения, в его роду были сефардские евреи и африканцы. Он был сыном ямайского адвоката Анселла Харта, автора исторического исследования 1972 года о деятеле XIX века Джордже Уильяме Гордоне. Харт-младший получил образование на Ямайке, посещая колледж Манро в Сент-Элизабет, и в Англии, где его отправили в школу-интернат при колледже Денстоун в Стаффордшире.

### Деятельность на Ямайке
Он вернулся на Ямайку в 1937 году и в 1938 году стал одним из основателей Народной национальной партии (ННП); он был членом исполнительного комитета партии с 1941 по 1952 год. В качестве члена Комитета по труду Нормана Мэнли 1938 года он отвечал за разработку проекта типового профсоюзного устава, помогая Александру Бустаманте в создании профсоюза, а в 1940 году был арестован за организацию демонстрации с требованием освободить Бустаманте из тюрьмы. Харт сдал экзамены Английского юридического общества на Ямайке и получил квалификацию солиситора в 1941 году. В 1942 году он за свою политическую деятельность был без суда заключён в тюрьму британским колониальным правительством.
В 1940-х и 1950-х годах Харт продолжал принимать активное участие в профсоюзном движении на Ямайке и работал членом исполнительного комитета Совета профсоюзов с 1946 по 1948 год. Он занимал должность помощника секретаря Карибского трудового конгресса в 1945—1946 годах и помощника секретаря в 1947—1953 годах. В 1954 году Харт, который называл себя марксистом, был одним из четырёх членов ННП, исключённых из партии за (предполагаемые) коммунистические взгляды (поскольку фамилии трёх остальных — Фрэнк Хилл, Кен Хилл и Артур Генри — также начинались на ту же букву, их называли «четыре H»). Харт был близким другом коммунистического активиста Билли Стрэкана — опытного пилота Королевских ВВС, который впоследствии стал пионером движения за гражданские права чернокожих в Великобритании. В ходе турне по Ямайке со Стрэканом и ещё одним чернокожим коммунистом по имени Фердинанд Смит посвятил им песню в стиле калипсо «Ферди и Билли Калипсо».
Веря в важность народного образования для повышения уровня политического сознания и расширения возможностей людей, чему была посвящена его первая книга «Происхождение и развитие народа Ямайки» (The Origin and Development of the People of Jamaica, 1952), Харт участвовал в создании Народной образовательной организации (People’s Educational Organisation, PEO), организовавшей книжный магазин, проводившей встречи и дискуссии, в том числе о том, какая политическая партия нужна. Вместе с другими радикальными мыслителями и активистами он затем сформировал Движение за народную свободу (позже переименованное в Социалистическую партию Ямайки). Партия распалась в 1962 году.

### Гайана
После распада Народного движения за свободу Харт переехал в Гайану, где с 1963 по 1965 год работал редактором газеты The Mirror, поддерживавшей взгляды Чедди Джагана из марксистской Народной прогрессивной партии. В Гайане Харт также занимался исследованием истории и культуры народа араваков, совершая многочисленные визиты в индейские общины во внутренних районах страны. Вернувшись в Великобританию, Харт начал переписку с каноником Джоном П. Беннетом — первым араваком, рукоположенным в сан англиканского священника, — и помогал тому в составлении и публикации аравакско-английского словаря. Корреспонденция Харта и Беннетта была опубликована в 1991 году в книге под названием Kabethechino («Близкие друзья») под редакцией Джанет Форте из Университета Гайаны.

### Англия и Гренада
Покинув Гайану, Харт переехал в Лондон, Англия, где с 1965 по 1982 год работал юристом в органе местного самоуправления. В 1974 году он стал одним из основателей Карибской трудовой солидарности (CLS) вместе с Клестоном Тейлором (1926—2010), Лайонелом Джеффри (1926—1993) и другими. Харт остался почётным президентом CLS, «ставившей перед собой задачу информирования о проблемах людей труда в регионе в целом».
В 1982 году Харт отбыл наГренаду, где работал юридическим консультантом Народно-революционного правительства. Он был назначен генеральным прокурором Гренады 25 мая 1983 года. Внутрипартийная борьба за власть в руководстве «Новое движение ДЖУЭЛ» привела к убийству премьер-министра Мориса Бишопа и вторжению США в Гренаду, начавшемуся 25 октября 1983 года, и леворадикальное правительство пало.
Харт вернулся в Англию, где в течение пяти лет занимался частной юридической практикой, пока не вышел на пенсию в 1988 году. Он написал введение к сборнику речей Мориса Бишопа («In Nobody’s Backyard: Maurice Bishop’s Speeches, 1979—1983 — A Memorial Volume», Zed Books, 1984), в котором рассмотрел Гренадскую революцию в историческом контексте Карибского бассейна. Позднее он оставил и другие работы о Гренаде, в том числе «The Grenada Revolution: Setting the Record Straight» (2005).

### Поздние годы
На своей родине Харт был повторно принят в ННП в 2001 году. В 2004 году ему была присуждена почётная степень Университета Западной Англии. В 2005 году Институт Ямайки наградил его Золотой медалью Масгрейва за «выдающийся вклад и достижения в области исторических исследований как на Ямайке, так и в странах Карибского бассейна», а также присвоил ему почётную докторскую степень Университета Вест-Индии (UWI). В июне 2006 года в Университете Вест-Индии прошла трёхдневная конференция по его наследию под названием «Политика, активизм и история: жизнь и эпоха Ричарда Харта» В 2011 году ему была присуждена почётная степень Университета Халла.
За эти годы Харт написал ряд значительных исторических трудов. Он также сыграл важную роль в издании первого словаря языка аравак-локоно в 1991 году. Его книга 1999 года «На пути к деколонизации: политические, трудовые и экономические события на Ямайке 1938—1945» была отмечена в рецензии Линдена Льюиса как «тщательно документированный текст о борьбе за деколонизацию, признание профсоюзов и создание коренной политической партии на Ямайке в годы войны. Текст представляет собой отчасти мемуары, отчасти исторический труд. Будучи крупным участником рабочей и политической борьбы 1930-х и 1940-х годов, Харт был как наблюдателем, так и непосредственно актёром в разворачивающейся драме процесса деколонизации». Книга Харта 2012 года «Борьба рабочих Карибского бассейна» (Caribbean Workers' Struggles) «является широкомасштабным и чрезвычайно читабельным текстом, которое отводит центральное место борьбе за права трудящихся и национальную независимость против сил расизма и империализма». Британский троцкистский журнал Socialist Review утверждает: «Эта книга является свидетельством мужественной и непрекращающейся низовой борьбы, завоевавшей свободу и политические права для прежде рабского населения». Последней опубликованной книгой автора была «Оккупация и контроль: британцы на Ямайке 1660—1962» (Occupation & Control: the British in Jamaica 1660—1962, 2013).
Харт умер в возрасте 96 лет в своем доме в Бристоле 21 декабря 2013 года.

## Избранные произведения
- Occupation & Control: The British in Jamaica 1660—1962. Arawak Publications, 2013. ISBN 9789769530423
- Caribbean Workers' Struggles. London: Socialist History Society/Bogle-L’Ouverture Press, 2012.
- The Abolition of Slavery. London: Caribbean Labour Solidarity, 2007. ISBN 978-1854650825ISBN 978-1854650825.
- The End of Empire: Transition to Independence in Jamaica and Other Caribbean Region Colonies. — Arawak Press, 2006. — ISBN 9789768189783.
- The Grenada Revolution: Setting the Record Straight. — Caribbean Labour Solidarity & Socialist History Society, 2005. — ISBN 9780953774272.
- Slaves Who Abolished Slavery: Volume 1, Blacks in Bondage. Institute of Social and Economic Research, 1980.
- Slaves Who Abolished Slavery: Volume 2, Blacks in Rebellion (1985). University of the West Indies Press, 2002. ISBN 9789766401108ISBN 9789766401108.
- The Life and Resurrection of Marcus Garvey. London: Karia Press, 2002. ISBN 9781854650771ISBN 9781854650771
- Labour Rebellions of the 1930s in the British Caribbean Region Colonies. London: Caribbean Labour Solidarity & Socialist History Society, 2002.
- The Ouster of the 4Hs from the People’s National Party in Jamaica in 1952. London: Caribbean Labour Solidarity, 2000.
- Towards Decolonisation: Political, Labour and Economic Developments in Jamaica 1939–1945. — University of the West Indies Press, 1999. — ISBN 9789768125330.
- From Occupation to Independence: A Short History of the Peoples of the English-Speaking Caribbean. — Pluto Press/Canoe Press (UWI), 1998. — ISBN 9780745313825.
- Michael Manley: An Assessment and Tribute. London: Caribbean Labour Solidarity, 1997.
- The Grenada Trial: A Travesty of Justice. — Privately published, 1996.
- Rise and Organize: The Birth of the Workers and National Movements in Jamaica 1936–1939. — Karia Press, 1989. — ISBN 9780946918720.
- The Grenada «Elections»: An Analysis from Behind Prison Bars. London: Caribbean Labour Solidarity & New Jewel Movement (UK) Support Group, 1984.
- The Cuban Way. London: Caribbean Labour Solidarity, 1978. ISBN 978-0950614007ISBN 978-0950614007.
- Origin and Development of the Working Class in the English-Speaking Caribbean Area 1897 to 1937. London: Community Education Trust, 1975.
- The Origin and Development of the People of Jamaica, Kingston: TUC Education Dept, 1952.

## Некрологи
- Margaret Busby, «Remembering Richard 'Dick' Hart — a historian who made history», The-Latest.com, 16 July 2014.
- Everton Pryce, «In tribute to Richard Hart», Jamaica Observer, 12 January 2014.
- Harold A. Drayton, «A personal tribute to my mentor, friend, and comrade Richard Hart (1917—2013), Part I», Stabroek News, 13 January 2014. Part 2", Stabroek News, 20 January 2014.
- Luke Daniels, «Richard Hart: A Tribute», Pambazuka News, Issue 661, 16 January 2014.